# أبها (مقر الإمارة)
محافظة أبها أو إمارة أبها هي مقر إمارة منطقة عسير وعاصمتها مدينة أبها.

## السكان
- بلغ عدد سكان محافظة أبها (422,243) حسب تعداد السعودية 2022، عدد السعوديين (286,376) نسمة، وعدد غير السعوديين (135,867) نسمة.[1]
- بلغ عدد سكان إمارة أبها حوالي 366551 نسمة حسب إحصائية سنة 2010م.[2]

## المراكز والقرى التابعة
- الشعف
- السودة
- بللحمر
- بللسمر
- مربة
- طبب
- القحمة
- الربوعة
- تمنية
- الماوين
- صدر وائلة
- بيحان
- الأثب
- حوراء بللسمر
- الجهيفة
- ردوم
- العرين
- تضراع
- العكاس
- المخض